# Дженцано-ди-Лукания
Дженцано-ди-Лукания (итал. Genzano di Lucania) — коммуна в Италии, расположена в регионе Базиликата, подчиняется административному центру Потенца.
Население составляет 6012 человека, плотность населения составляет 29 чел./км². Занимает площадь 207 км². Почтовый индекс — 85013. Телефонный код — 0971.
Покровительницей коммуны почитается Пресвятая Богородица (Madonna delle Grazie), празднование 17 января и во второе воскресение августа.